# Ritterlicher Orden der Damen von der Schärpe
Der Ritterliche Orden der Damen von der Schärpe wurde 1388 von Don Juan I. von Kastilien gestiftet. 
Ob es sich um eine Erneuerung des bereits durch Alfons XI. von Kastilien 1330 gestifteten und als Orden von der Binde benannten Orden handelt oder ob es zwei eigenständige Orden waren, ist nicht klärbar. 
Der Ritterliche Orden der Damen von der Schärpe war für die tapferen Verteidigerinnen und Besiegerinnen der Engländer und Portugiesen in der Belagerung von Palencia gedacht (vgl. Portugiesische Revolution von 1383).
Das Ordenszeichen war eine goldene Schärpe. Alle Damen dieses Ordens genossen die gleichen Privilegien und Vorrechte wie die Ritter des Ordens von der Binde.